# بردگوری سرتنگ مسن ۳
بردگوری سرتنگ مسن ۳ در شهرستان لردگان، بخش مرکزی، روستای سرتنگ مسن واقع شده و این اثر در تاریخ ۱۱ مرداد ۱۳۸۴ با شمارهٔ ثبت ۱۲۴۱۵ به‌عنوان یکی از آثار ملی ایران به ثبت رسیده است.